# Ambrooskasteel

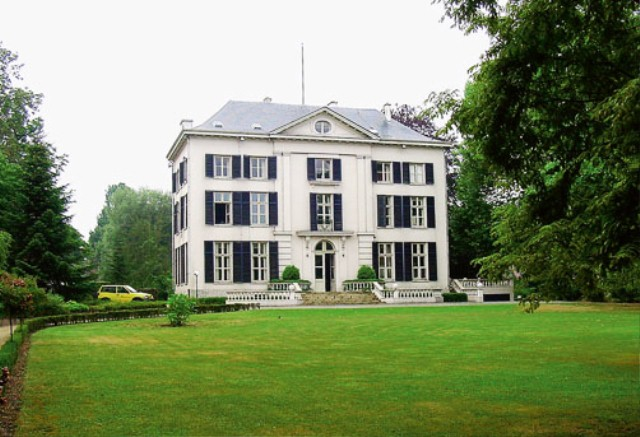
Ambrooskasteel

Het Ambrooskasteel of Jezuïetenkasteel is een kasteel in de tot de Vlaams-Brabantse gemeente Zemst behorende plaats Hofstade, gelegen aan de Joseph Wauterslaan 9 en 15.

## Geschiedenis
Hier bestond een waterkasteel dat in de loop van de 17e eeuw in bezit kwam van de Mechelse jezuïeten en door hen als buitenhuis werd gebruikt. In 1773 werd de orde echter opgeheven. Het huis werd toen verkocht aan de rijke Mechelse hoedenfabrikant Constant Van den Nieuwenhuysen.
Omstreeks 1800 begon men met de aanleg van een Engelse landschapstuin waarin zich twee waterpartijen bevonden. Hierin werden restanten van de vroegere omgrachting opgenomen. In 1845 kwam het goed aan Joseph Poot en werd het kasteeltje vergroot in neoclassicistische trant.
Vanaf 1941 kwam het domein aan projectontwikkelaars. In 1965 werd ruim 3 ha van het domein verkocht aan de industrieel Albert Van Ussel. Het overige deel, inclusief het neerhof, werd verkaveld voor villabouw. In 1966-1971 werd het kasteel gerestaureerd. Men vond in de kelders overblijfselen van een gotische kern. Het eigenlijke kasteel oogt neoclassicistisch.